# George Handley
George Handley (Sheffield, 9 febbraio 1752 – Augusta, 17 settembre 1793) è stato un politico e militare statunitense di origine britannica, 21º governatore della Georgia.

## Biografia
George Handley nacque nel 1752 in Inghilterra. Non molto è noto di lui prima che attorno ai vent'anni emigrasse nelle Tredici Colonie, sposando subito la causa indipendentista.
Nel 1776 si arruolò nell'esercito continentale, raggiungendo in breve tempo il grado di tenente colonnello. Contribuì alla difesa delle colonie del Sud, soprattutto Georgia e Carolina del Sud, per essere poi catturato nel 1780 e tenuto prigioniero a Charleston fino al 1782. Poco prima della cattura aveva sposato Sarah Howe, nipote del futuro governatore georgiano Samuel Elbert.
Lasciato l'esercito, si trasferì in Georgia ed entrò in politica, diventando membro del Consiglio Esecutivo tra il 1785 e il 1788. Di professione era giudice itinerante, servendo per brevi periodi di tempo in diverse contee georgiane. Nel 1787 venne nominato ispettore generale della milizia della Georgia, e pochi mesi dopo fu tra i delegati incaricati di ratificare la nuova costituzione degli Stati Uniti.
Allo scadere del mandato di George Mathews, Handley fu eletto come nuovo governatore della Georgia. Durante il suo mandato annuale dovette gestire un imponente flusso di immigrati provenienti dalle altre colonie (soprattutto Carolina del Nord e Virginia) e i continui attacchi dei Creek, estremamente ostili al nuovo governo americano indipendente (soprattutto a causa dell'espansionismo aggressivo dei coloni).
Dopo la fine del suo mandato annuale si trasferì nella contea di Richmond, per la quale nel 1790 divenne sceriffo ed esattore delle tasse. Morì ad Augusta nel 1793, a quarantuno anni.